# 硬毛夏枯草
硬毛夏枯草（学名：Prunella hispida）为唇形科夏枯草属下的一个种。